# الویس و نیکسون
الویس و نیکسون (انگلیسی: Elvis & Nixon) فیلمی در ژانر زندگینامه‌ای است که در سال ۲۰۱۶ منتشر شد. از بازیگران آن می‌توان به کوین اسپیسی اشاره کرد.

## داستان
داستان واقعی ناگفته از پشت پرده ملاقات سلطان راک اند رول یعنی الویس پریسلی با رئیس‌جمهور وقت ایالات متحده ریچارد نیکسون را آشکار می‌سازد …

## نقش‌ها
- مایکل شنون در نقش الویس پریسلی
- کوین اسپیسی در نقش ریچارد نیکسون
- الکس پتیفر در نقش جری
- جانی ناکسویل در نقش سونی دست
- کالین هنکس
- ایوان پیترز
- اسکای فریرا در نقش شارلت
- تریسی لتس در نقش جان فیلتر
- تیت داناوان در نقش رئیس ستاد کارکنان کاخ سفید
- اشلی بنسون در نقش مارگارت